# Вакар, Николай Платонович
Николай Платонович Вакар (26 мая 1894 — 18 июля 1970) — русский политический и общественный деятель, учёный по русской филологии, советологии и истории, журналист, переводчик, писатель и художник, публицист. Доктор филологии, магистр Гарвардского университета, профессор Бостонского и Парижского университетов.
Участник Первой мировой и Гражданской войн. Член ЦК кадетской партии, заместитель П.Н.Милюкова по газете «Последние новости». Организатор антибольшевистского подполья в Киеве. Вместе с И.П.Демидовым во Франции входил в руководство подрывной антисоветской организации «Всероссийский национальный центр». Член Бюро по связям прессы с Президиумом Российского Зарубежного съезда в Париже. Член Союза русских писателей и журналистов в Париже. Председатель ревизионной комиссии Ассоциации иностранной печати во Франции. Один из организаторов Общества изучения народов России. Один из инициаторов возобновления масонских лож в эмиграции.

## Биография
Родился 26 мая 1894 в семье действительного статского советника Платона Модестовича Вакара и Евгении Давыдовны Лагутиной.
С 1910 года обучался на юридических факультетах Московского и Киевского университетах. В 1914 году в начале Первой мировой войны был мобилизован в Русскую императорскую армию.

## Участие в Первой мировой войне
С 20 сентября 1914 года вольноопределяющимся 5-й батареи 1-й Запасной артиллерийской бригады. В 1915 году произведён в прапорщики. В 1917 году приказом по Армии и флоту произведён в подпоручики — «За отличие в делах против неприятеля». С 1917 года служил в артиллерийских частях, дослужился до поручика. За героизм, проявленный на фронте, был награждён орденами Святого Станислава и Святой Анны 3 степени с мечами и бантом и Георгиевскими крестами 3-й и 4-й степени.

## Участие в Белом движении
С конца 1917 года участник Гражданской войны, служил в Добровольческой армии в разведывательном отделе. Курьер «Азбуки».
С 1919 года он становится членом Всероссийского национального центра и организатором антибольшевистского подполья в Киеве. В декабре 1919 года Вакар и бывший член Государственной Думы Игорь Платонович Демидов выехали в качестве общественной делегации от имени главнокомандующего Вооружёнными Силами Юга России генерал-лейтенанта Антона Ивановича Деникина в Польшу.
В 1920 году эмигрировал во Францию, жил в Париже. Был одним из инициаторов возобновления масонских лож в эмиграции. Работал на механическом заводе. Одновременно посещал лекции юридического факультета Сорбонны. Помогал Союзу Великой ложи Франции отправлять вещевые посылки братьям в Россию. С 1920 года входил в руководство подрывной антисоветской организации «Центр действия», редактировал журнал «Новь», предназначавшийся для переправки в СССР.
В апреле 1922 года перешёл польско-советскую границу и пробрался в Киев, где развернул деятельность по подготовке новой, «национальной революции», приступив к созданию сети подпольных вооружённых ячеек. Летом 1923 года парижский «Центр действия» распался, а киевская организация была раскрыта органами Государственного политического управления НКВД СССР и ликвидирована.
С 1924 по 1940 годы постоянный сотрудник «Последних новостей», Павла Николаевича Милюкова, заведовал отделом информации, был секретарём редакции, регулярно публиковал судебные отчёты, в частности по делу похищения генералов РОВС Евгения Карловича Миллера и Александра Павловича Кутепова. Перевёл на русский язык более 50 романов французских и английских авторов.
С 1926 года избирался членом Бюро по связям прессы с Президиумом Российского Зарубежного съезда в Париже, членом Союза русских писателей и журналистов в Париже, председателем ревизионной комиссии Ассоциации иностранной печати во Франции. В 1937 году выступил с докладом на собрании Республиканско-демократического объединения. С 1938 года являлся одним из организаторов Общества изучения народов России.

## Научная деятельность
В 1940 году после поражения Франции во Второй мировой войне Вакар эмигрировал в США, преподавал в Бостонском университете.
В 1945 году окончил Гарвардский университет, защитил там докторскую диссертацию по отделу славянской филологии.
Преподавал русский и белорусский языки в Гарвардском и Бостонском университетах. Сотрудничал с американскими русскими изданиями — журналом «Новоселье», «Новым журналом», газетами «Новое русское слово» и «Новая заря». Опубликовал книги по русской филологии, советологии и истории Белоруссии.
После выхода в отставку в 1960 году стал профессиональным художником. Вот как о Вакаре писал в своей книге М. В. Вишняк:

 Из «белого воина» он превратился в постоянного сотрудника газеты Милюкова, а вынужденный с приходом Гитлера покинуть Францию, он проделал в Америке ряд новых превращений. Перейдя к преподаванию и научным занятиям, он стал профессором университета и автором учёных трудов о Белоруссии и русском языке. Его последняя книга о вошедших в советскую речь и литературу изменениях вызвала положительную оценку не только в эмиграции: «Известия» Академии наук СССР тоже одобрили труд бывшего «белогвардейца». Этим не исчерпывается жизнедеятельность Вакара. Очутившись, как профессор, в отставке по возрасту, и закончив свой 2-й том о языке, Н. П. стал профессиональным художником, — за его картинами гонялись воры, продавцы, музеи и устроители художественных выставок.— Марк Вишняк «Годы эмиграции 1919—1969 гг. (воспоминания)». — С. 247.
Умер 18 июля 1970 года в городе Сарасота, штат Флорида. Похоронен в Уотертауне, штат Миссисипи, США.

## Награды
- Георгиевская медаль 4-й степени за № 544661 (1915 год);
- Георгиевский крест 4-й степени за № 442977 (1915 год);
- Георгиевский крест 3-й степени за № 112644 (1915 год);
- Орден Святого Станислава 3 степени с мечами и бантом (1916 год);
- Орден Святой Анны 3 степени с мечами и бантом (1917 год).[1]

## Труды
- Вакар Н. П. Милюков в изгнании // Новый журнал. 1943. Кн.6;
- Вакар Н. П. Игорь Платонович Демидов (Жизнь и смерть) // НЖ. 1947.Кн.16.
- Vakar N.P. Belorussia: The Making of a Nation. Cambridge, Mass: Harvard University Press. 1956 г.[3]
- «Частотный словарь русской разговорной речи».

## Семья
Был женат на переводчице Гертруде Павловне Вакар, урождённой Клафтон (1904—1973). Две их дочери в 1940 году были эвакуированы из Франции в США. Старшая дочь, Екатерина, стала крупным лингвистом-русистом и известна под фамилией мужа как Кэтрин Чвани. Младшая дочь, Анна Вакар, обосновалась в Канаде и стала одним из ведущих канадских хайдзинов.